# Fernando Maristany y Guasch
Fernando Maristany y Guasch (Barcelona, 1883-Barcelona, 1924) fue un editor, poeta y traductor de poesía español. Era hermano del comediógrafo e industrial Alejandro Maristany y Guasch. Se casó con Matilde Mathieu y Prats, argentina bonaerense, de ascendencia francesa (el ingeniero Mathieu fue el colaborador más estrecho de Ferdinand de Lesseps), de una gran cultura, amiga de intelectuales y artistas, con quien tuvo dos hijos: Carlos y Clara. Carlos F. Maristany y Mathieu (1913-1985) fue el creador de la Editorial Zodiaco tras la Guerra Civil. La Editorial Zodiaco editó libros de gran calidad. Fue la primera editorial que publicó versión completa (sin recortes de la censura) de La vida de Pascual Duarte del Premio Nobel Camilo José Cela. También publicó a Sebastià Juan Arbó; tradujo a Iván Turgénev, Robert Louis Stevenson, etc. Carlos F. Maristany también fue un gran aficionado a la música contemporánea, organizando audiciones en el marco del ADLAN, primero, y el Club 49, después de la Guerra Civil; recibió en su casa a Arnold Schönberg (1931 y 1932); colabroró con Robert Gerhard y Joaquim Homs (Via Crucis, 1956).

## Biografía

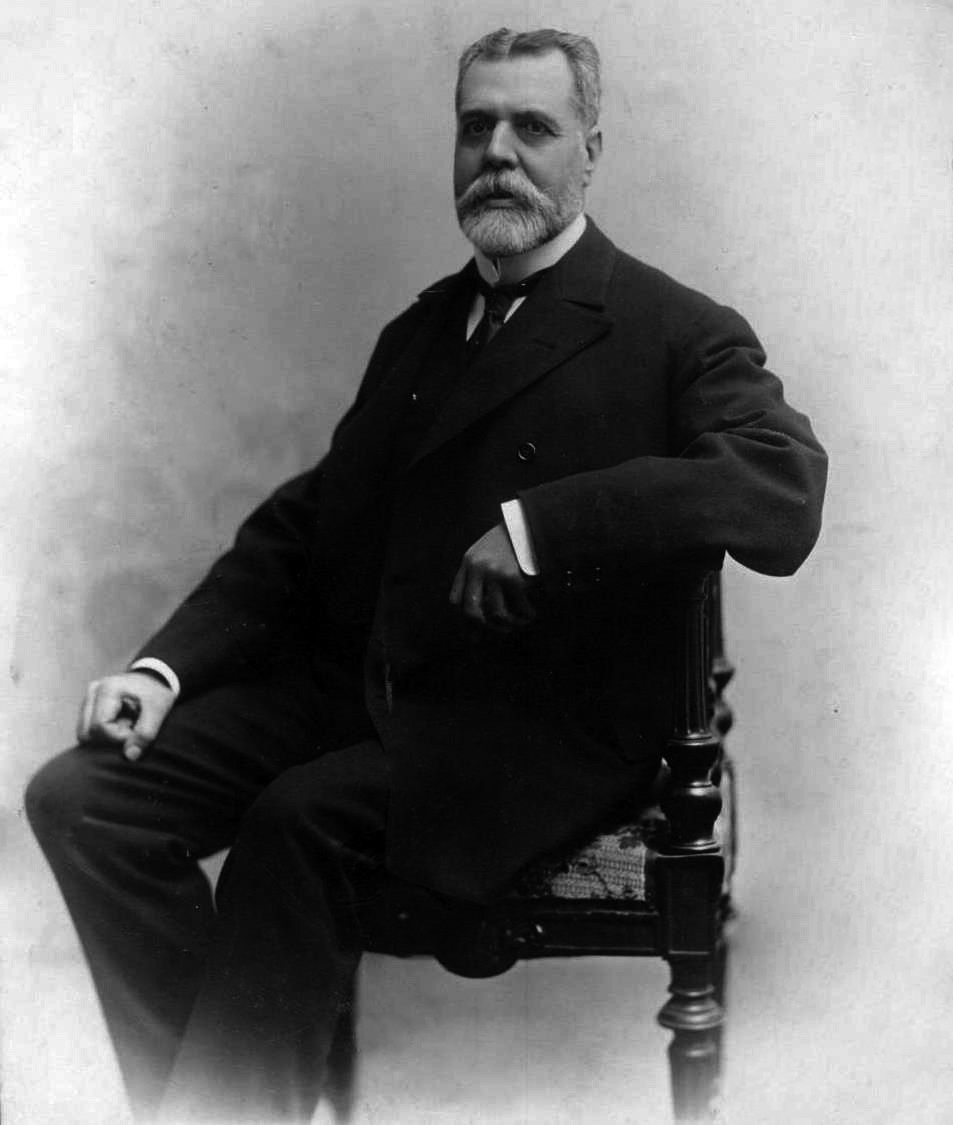
Francisco C. Maristany y Garriga, padre de Fernando Maristany y Guasch, hacia 1880

Fernando Maristany y Guasch pertenecía a una familia de tradición algodonera. Su padre, Francisco C. Maristany y Garriga (1849-1929) fue fundador y primer presidente del Centro Algodonero Nacional de Barcelona en 1903. También urbanizó el paseo principal de Camprodón, al pie de los Pirineos; una de las primeras urbanizaciones turísticas de España, que fue acabada hacia 1927. Esto hizo que una parte importante de la alta burguesía barcelonesa fuese a veranear a Camprodón, por lo que el Ayuntamiento le puso su nombre.
El semanario Mercurio Peruano, de Lima, el año 1919, haciendo referencia a la vida y obra de Fernando Maristany y Guasch, hace los siguientes comentarios:

«No tiene en su ascendencia ningún artista. Su padre es un caballero catalán muy rico, muy laborioso, muy circunspecto, de alma limpia y exterior servero. En su familia, sólo su hermano tiene un carácter intelectual. No hay, pues, en la genealogía de Maristany antecedente conocido alguno... Puede decir con orgullo: «Je suis mon ancêtre» (Yo soy mi antepasado).»

«Maristany es un hombre delgado, alto, pálido, de modales fínos, muy elegante, con esa elegancia inglesa, que no vive en el color de la tela, en el corte del traje, sino en un no sabemos qué de distinción y de simplicidad. Una grave enfermedad que sufrió en la adolescencia en la vista, y en la cual temió quedarse ciego, (¡Oh, recuerdo evocador del gran Milton!), le obliga a usar monóculo, que sienta a maravilla en su rasurado rostro de lord. Tardo al escuchar, pone en su atención cuando se le habla, una suave marca de cortesanía. Es, físicamente, un hombre supremamente distinguido.»

«Su poesía es esencialmente sicológica y mística. La sencillez y la pureza la nimban de cielo. Su dolor se aquieta en la conformidad cristiana de una ilusión ultraterrena. Creyente y cristiano en el más hondo sentido, Maristany acepta su cruz y camina cantando. No hay en sus quejas reproches amargos ni protestas inútiles; llega al dominio del dolor por la resignación y la esperanza y, sin ser nietzcheano, realiza el supremo deseo de vencer la miseria mortal y terrena.»

Estudió el bachillerato e ingeniería industrial en Barcelona, pero tuvo que abandonar estos estudios a causa de una larga y grave enfermedad por un crecimiento tardío. La enfermedad transformó su inicial afición al teatro, por la afición a la novela, luego por la filosofía y, finalmente por la poesía. A los 30 años (1913) publicó el primer volumen de su propia poesía con un título muy de la época En el azul, que retiró de la circulación, pues no estaba satisfecho con la obra. Como poeta, estaba adscrito al movimiento final del modernismo. Pero más que ser un poeta que traducía ocasionalmente poesía, se trata de un traductor de poesía que ocasionalmente escribía poesía.
A esta obra le siguió en 1914 la primera de sus numerosas traducciones de antología. La revista L'Esquella de la Torratxa, de Barcelona, comentaba: «La publicación de un volumen de poesía lírica en el tiempo de guerra en Europa (I Guerra Mundial) indica un valor inconcevible por parte del abnegado autor y, cuando el volumen reúne juntos poetas procedentes de varios países en conflicto, el valor asume rasgos de heroísmo. Heroísmo y neutralidad.»
Durante la I Guerra Mundial los intelectuales estaban muy divididos: los liberales y la izquierda estaban a favor de los aliados (Imperio británico, Francia y Estados Unidos); el ejército y la derecha estaban a favor de Alemania, el Imperio austrohúngaro y el Imperio otomano. Una antología poética incluyendo textos ingleses, franceses y alemanes podía ser considerada en ese momento como una declaración de a-política por parte del autor. No obstante, al final de la guerra se inclinó más por el bando de los vencedores, publicando antologías de poesía francesa e inglesa. En esta última pone al descubierto que, a pesar de las virtudes de la neutralidad, «de todos los parnasos extranjeros, el inglés es el más cercano a nuestro espíritu. (...) Se olvida con frecuencia que (la traducción de poesía extranjera) es el camino por el que voces y formas de otros pueblos entran en nuestra poesía, y que, en el reino del intelecto, no hay conquista estéril. Uno se debe alegrar de la victoria de capturar un determinado pensamiento en estrictas palabras.»
De la primera antología de traducciones de poesía francesa se vendieron 16.000 ejemplares en tres ediciones. La antología de poesía inglesa tuvo dos ediciones. Las demás antologías no tuvieron tanto éxito. En aquella época faltaba un medio adecuado para la difusión de la poesía, dado que la clase media en España era muy reducida y donde había más era en Cataluña, donde por entonces se fomentaba la poesía en catalán y no en español.
Todavía joven se retiró a su masía de San Pedro de Ribas, lindante con Sitges, conocida por El Mur. Entre 1916 y 1920, tradujo y publicó la mayor parte de sus antologías poéticas, a un ritmo de una antología cada seis meses.
En 1919-1920, volvió a publicar una versión muy corregida de los versos de En el azul que retiró en 1913. En 1920, decidió acabar su retiro en el campo y volver a la ciudad, convenciendo a Vicente Clavel y Andrés, su amigo y editor en Valencia, a abrir una oficina en Barcelona y cederle el control literario de la editorial.  De esta manera, se convirtió en el director literario de la Editorial Cervantes.
En su calidad de editor literario publicó una serie de volúmenes monográficos de traducciones de diversos poetas. Uno de estos volúmenes recogió sus versiones en español de la poesía de Teixeira de Pascoaes. En 1921, dejó momentáneamente la traducción para publicar una antología de poesía española.
Editó numerosas traducciones al español de los poetas clásicos de las literaturas europeas, entre las que figuran antologías de Heine, Leopardi y Goethe. Como poeta escribió colecciones de poemas en verso (La dicha y el dolor; 1920) y en prosa (Gusano de luz; 1923). Su poesía fue objeto de estudio por parte de Alfonso Masseras que se incluyó en la traducción francesa de la poesía de Fernando Maristany. En este estudio se hace referencia a otras traducciones al inglés, portugués, italiano y armenio, aunque no se está seguro de que fuesen finalmente publicadas.
Sobre su persona, una crítica reproducida de El Día Gráfico, de Barcelona, que figura al final de su antología de poesía inglesa, dice que «Él es muy del siglo XX, muy gentleman, muy diferente de la burguesía catalana que le rodea. Don Fernando —no sabríamos llamarle de otra manera— es un hombre elegante en su porte y manera, y en sus obras. No es ciertamente elegante a la manera chillona y snob, producto de nuestras latitudes. Nuestro don Fernando tiene mucho de lord. (...) Don Fernanado pertenece al grupo de los selectos, un grupo que, si es raro entre los hombres de letras, es casi inexistente entre las clases adineradas que ocupan su tiempo libre con novelas de dudoso gusto.»
En la misma antología de poesía inglesa figura una crítica aparecida en La Tribuna, de Madrid, que dice: «Don Fernando Maristany —el caballero del monóculo— es el gentleman que ha sabido extractar lo que hay de divino en el ocio que le brinda su posición social. (...) Don Fernando pasa por los salones. Sólo pasa. Pasa por Barcelona, pasa por Madrid... En Barcelona tiene su residencia; pero la residencia efectiva, la que llena su vida (...) es la finca El Mur en San Pedro de Ribas. (...) La labor de Maristany puede calificarse de perfecta dentro de la relatividad de la perfección...»
Para Fernando Maristany, la traducción no era una forma de infiltración destinada a corregir su propia cultura, sino la conquista de las ideas extranjeras. Para él, las batallas públicas también podían lucharse y vencerse en el espacio privado del traductor. No traducía solo por placer, sino que iba más allá, es decir, a popularizar la poesía extranjera en un ámbito superior: España, Portugal e Iberoamérica; quería renovar la poesía lírica de todo este ámbito cultural.
Aunque reconocía la especificidad de la cultura catalana, reconocía los estrechos vínculos existentes entre los pueblos ibéricos. Según él, en una Cataluña grande había que poder escribir también en español. Él era un iberista convencido de que reconocía la realidad del país tal como era. Frente al centralismo provinciano, quería poner en práctica una acción afirmativa a favor de los autores de la periferia ibérica, de los nuevos autores de iberoamérica y de los representantes de las pequeñas culturas fronterizas (Armenia, Valonia, etc.). Su Circulo tenía varios núcleos: Barcelona (Ignasi Ribera i Rovira, Vicente Clavel y Andrés, Manuel de Montoliu y de Togores, Salvador Albert, Agustí Calvet i Pascual Gaziel, Alfons Maseras i Galtés y Francesc Mirabent i Vilaplana); los iberistas de Madrid (Adolfo Bonilla y San Martín, Andrés González Blanco, Enrique Díez-Canedo y Valentín de Pedro); los autores de la Renascença Portuguesa (Teixeira de Pascoaes, Leonardo Coimbra y Angelo de Morais); y, finalmente, diversos autores repartidos por todo el mundo, procedentes de culturas minoritarias (Rudolf Jan Slaby, de Checoslovaquia; Mario Garea, de Italia; Eduardo Carrasquilla-Mallarino, de Colombia; Rafael Lozano, de Méjico pero que vivía en París; Hrand Nazariantz, de Armenia, que fue nominado para el Premio Nobel.).

## Obra propia
- Parpadeo (1913). En «Prisma. Revista Internacional de Poesía». Volumen II, número 3. Julio de 1922. París-Barcelona.  Consultado 09/06/2011.
- La dicha y el dolor. Poesías (1919 – 1920). Tercera época de En el azul.... Prefacio de Manuel de Montoliu. Barcelona: Editorial Cervantes. Reimpresa (2010) por Kessinger Publishing (ISBN 1162526440, 9781162526447). Impresión bajo demanda en www.iberlibro.com (ISBN 9781161157895).
- En el Azul. Prefacio de Teixeira de Pascoaes. Barcelona: Editorial Cervantes.
- Gusano de luz: Selección de novelas breves (1923). Barcelona: Editorial Cervantes.
- (Poemas) (1924). Barcelona: Editorial Cervantes.

## Antologías traducidas
Fernando Maristany fue uno de los traductores más prolíficos de su época y publicó, siguiendo el modelo inglés, las siguientes antologías de poesía extranjera:
- Poesías excelsas (breves) de los grandes poetas, traducidas directamente, en verso, de sus idiomas respectivos italiano, alemán, inglés y francés (1914). Barcelona: A. López. Edición facsímil (2010) por BiblioBazaar (ISBN 1148686088, 9781148686080). Impresión bajo demanda en www.iberlibros.com (ISBN 9781148686080).
- Las cien mejores poesía (líricas) de la lengua francesa, traducidas directamente en verso (1917). Prólogo de Enrique Díez-Canedo. Valencia: Editorial Cervantes. Edición facsímil por Editorial Maxtor (2010), Valladolid.
- Las cien mejores poesías (líricas) de la lengua inglesa (1918). Valencia: Editorial Cervantes. Edición facsímil por Editorial Maxtor (2006), Valladolid. Impresión bajo demanda en www.iberlibro.com (ISBN 9788497612821).
- Las cien mejores poesía (líricas) de la lengua portuguesa (1918). Prólogo de Ignacio Ribera-Rovira. Valencia. Editorial Cervantes / Buenos Aires: Editorial Tor. Edición facsímil por Editorial Maxtor (2010), Valladolid. Impresión bajo demanda en www.iberlibros.com (ISBN 9781146229111).
- Las cien mejores poesía (líricas) de la lengua alemana (1919). Prólogo de Manuel de Montoliu. Valencia: Editorial Cervantes. Edición facsímil por Editorial Maxtor (2010), Valladolid.   Consultado 09/06/2011.
- Florilegio. Las mejores poesías líricas griegas, latinas, italianas, portuguesas, francesas, inglesas y alemanas (1920). Prefacio de A. Bonilla y San Martín. Barcelona: Editorial Cervantes.
- Las cien mejores poesías (líricas) de la lengua italiana: carta abierta de Guido Mazzoni(1920). Traducida directgamente en verso. Prólogo de Carlo Boselli. Barcelona: Editorial Cervantes.
- Las cien mejores poesías españolas (líricas) (1921-1945). Barcelona: Editorial Cervantes. (ISBN 1173138196 / 1-173-13819-6). Impreso sobre demanda en: www.iberlibro.com (ISBN 1173138196 / 1-173-13819-6). Consulta:09/06/2011.
- Antología general de poetas líricos franceses (1391-1921) (1921). Barcelona: Editorial Cervantes.
- Las mejores poesías líricas de los mejores poetas (1930). Barcelona: Editorial Cervantes.
- Las mejores poesías francesas, inglesas y alemanas. Florilegio (1936). Tomos I y II. Barcelona: Editorial Cervantes.
- Las mejores poesías de Teixeira de Pascoaes, traducidas directamente en verso. Barcelona: Editorial Cervantes.
- Las mejores poesías de Salvador Albert, traducidas directamente en verso. Barcelona: Editorial Cervantes.
- Antología general de poetas franceses. Prólogo de Alejandro Plana. Barcelona: Editorial Cervantes.

## Traducciones no antológicas
- William Wordsworth (1922). Poesías. Traducciones de Carmela Eulate Sanjurjo, Fernando Maristany y Gabriel de Zendegui. Barcelona: Editorial Cervantes.
- Eugenio de Castro (192-). Traducida directamente en verso por Andrés González-Blanco, Fernando Maristany y Juan G. Olmedilla. Barcelona: Editorial Cervantes.
- Pascoaes, Teixeira de (1933). Regreso del paraíso. Traduccida directamente en verso por Fernando Maristany. Barcelona: Editorial Cervantes.
- Hölderlin, Friedrich (2004). Poemas, las primeras traducciones al castellano por Fernando Maristany (1919) y Manuel de Montoliu (1921). Edición bilingüe de Anacleto Ferrer. Madrid: Ediciones Hiperion, S.L. ISBN 978-84-7517-798-4; EAN:9788475177984.